# Macuto (paroisse civile)
Pour l’article homonyme, voir Macuto.
Macuto est l'une des onze paroisses civiles de la municipalité de Vargas dans l'État de La Guaira au Venezuela. Sa capitale est Macuto.

## Géographie

### Démographie
Hormis sa capitale Macuto (divisée en plusieurs quartiers), la paroisse civile possède plusieurs localités :
- Cariaco
- Macuto
  - Camuri Chico
  - El Cojo
  - El Teleférico
  - Urbanización Álamo
- San Antonio de Galipán
- San José de Galipán